# Roberto Monzón González
Roberto Monzón González (La Habana, Cuba, 30 de marzo de 1978) es un deportista cubano especialista en lucha grecorromana donde llegó a ser subcampeón olímpico en Atenas 2004.

## Carrera deportiva
En los Juegos Olímpicos de 2004 celebrados en Atenas ganó la medalla de plata en lucha grecorromana de pesos de hasta 60 kg, tras el luchador surcoreano Jung Ji-hyun (oro) y por delante del búlgaro Armen Nazaryan (bronce).